# Saint-Sauveur (Hautes-Alpes)
Saint-Sauveur is een plaats in Frankrijk, gelegen in het departement Hautes-Alpes in de  regio Provence-Alpes-Côte d'Azur.

## Demografie
Onderstaande figuur toont het verloop van het inwonertal (bron: INSEE-tellingen).
Vanwege een beveiligingsprobleem met de MediaWiki Graph-software is het momenteel niet mogelijk deze grafiek weer te geven. Zodra de software is bijgewerkt zal de grafiek vanzelf weer zichtbaar worden.
1. ↑  Populations de référence 2022.